# Eduard Trippel
Eduard Trippel (Rüsselsheim am Main, 27 de marzo de 1997) es un deportista alemán que compite en judo.
Participó en los Juegos Olímpicos de Tokio 2020, obteniendo dos medallas, plata en la categoría de –90 kg y bronce en la prueba de equipo mixto.
En los Juegos Europeos de Cracovia 2023 consiguió una medalla de plata en la prueba de equipo mixto. Ganó una medalla de oro en el Campeonato Europeo de Judo por Equipo Mixto de 2018.

## Palmarés internacional
| Juegos Olímpicos                    | Juegos Olímpicos        | Juegos Olímpicos  | Juegos Olímpicos |
| Año                                 | Lugar                   | Medalla           | Categoría        |
| ----------------------------------- | ----------------------- | ----------------- | ---------------- |
| 2020                                | Tokio (Japón)           | Medalla de plata  | –90 kg           |
| 2020                                | Tokio (Japón)           | Medalla de bronce | Equipo mixto     |
| Juegos Europeos                     |                         |                   |                  |
| Año                                 | Lugar                   | Medalla           | Categoría        |
| 2023                                | Krynica-Zdrój (Polonia) | Medalla de plata  | Equipo mixto     |
| Campeonato Europeo por Equipo Mixto |                         |                   |                  |
| Año                                 | Lugar                   | Medalla           | Categoría        |
| 2018                                | Ekaterimburgo (Rusia)   | Medalla de oro    | Equipo mixto     |